# Стела «Город воинской славы» (Хабаровск)
Сте́ла «Город воинской славы» — памятник, установленный в Хабаровске в ознаменование присвоения городу почётного звания Российской Федерации «Город воинской славы».

## История

### Присвоение звания
На протяжении всей своей истории Хабаровск являлся военным центром Дальнего Востока и Восточной Сибири. Он стал центром размещения регионального командования войсками, активно участвовавшими в событиях гражданской войны и иностранной интервенции, приграничных конфликтах, войнах с Японией. В годы Великой Отечественной войны в Хабаровске дислоцировалось управление Дальневосточного фронта, работали школы военной контрразведки «Смерш». На завершающем этапе Второй мировой войны здесь ковалась победа над империалистической Японией. Жители города и региона делали все возможное для победы.
В 2011 году ветераны и другие представители общественности города выступили с инициативой о присвоении Хабаровску почётного звания Российской Федерации «Город воинской славы», и город был удостоен его Указом Президента Российской Федерации № 1468 от 3 ноября 2012 года.

УКАЗ

Президента Российской Федерации
О присвоении г. Хабаровску почётного звания

Российской Федерации «Город воинской славы»
За мужество, стойкость и массовый героизм, проявленные

защитниками города в борьбе за свободу и независимость Отечества,

присвоить г. Хабаровску почётное звание Российской Федерации 

«Город воинской славы»
Президент Российской Федерации

Владимир Владимирович Путин
Москва, Кремль

3 ноября 2012 года
Торжественная церемония вручения в Кремле грамоты о присвоении Хабаровску звания состоялась 22 февраля 2013 года.
В соответствии с «Положением об условиях и порядке присвоения почётного звания Российской Федерации „Город воинской славы“», утверждённым Указом Президента Российской Федерации № 1340 от 1 декабря 2006 года в Хабаровске, как и в каждом городе, удостоенном этого высокого звания, устанавливается стела с изображением герба города и текстом Указа Президента Российской Федерации о присвоении городу этого звания.
В 2015 году поступили в обращение почтовая марка и 10-рублёвая памятная монета России из серии «Города воинской славы», посвящённые присвоению Хабаровску почётного звания Российской Федерации. Важное место этому событию отведено в экспозиции Музея истории города Хабаровска, где хранится ещё один символ — Меч Победы, вручённый Хабаровску, как и другим городам воинской славы, 9 июня 2022 года в зале Славы Музея Победы в парке Победы на Поклонной горе в Москве. Изготовленный в Златоусте меч покрыт золотом высшей 999,9 пробы и инкрустирован уральскими самоцветами — гранатами, символизирующими пролитую кровь, и голубыми топазами, которые считаются символом мира. Длина мечей составляет 1,2 метра, вес — более пяти килограммов. На клинке, украшенном растительным орнаментом, высечены знаменитые слова князя Александра Невского: «Кто с мечом к нам придет, тот от меча и погибнет». Ранее, в апреле 2015 года, аналогичные Мечи Победы были переданы на вечное хранение городам-героям.

### Место строительства
В 1886 году на Средней горе (первоначальное название ул. Муравьёва-Амурского) был построен Успенский собор. В 1930 году здание было снесено. Улица Муравьёва-Амурского была названа в честь Карла Маркса, площадь на месте собора получила название Комсомольская площадь, а в 1956 году поставлен памятник «Героям Гражданской войны на Дальнем Востоке» (скульптор Файдыш-Крандиевский). Рядом с Комсомольской площадью находился парк Окружного дома офицеров Советской армии, работали летние аттракционы.
В 1992 году части улицы Карла Маркса (до площади Ленина) было возвращено историческое название улица Муравьёва-Амурского, данное в честь графа Н. Н. Муравьёва-Амурского — генерал-губернатора Восточной Сибири.
В 2001 году был построен новый Успенский собор, почти на том же месте что и старый, разрушенный (и ещё год, до октября 2002 года, продолжались внутренние работы). Парк ОДОСА был ликвидирован, часть его территории занимала автостоянка, другая часть парка превратилась в пустырь.
В 2014 году на территории бывшего парка начаты строительные работы. Так на улице Тургенева, рядом с главной улицей Хабаровска — улицей Муравьёва-Амурского, в нескольких сотнях метров от Амура, появилась стела. На прилегающей территории между памятником и переулком имени капитана Дьяченко разбит парк Славы.

### Торжественная церемония открытия
29 августа 2015 года, в 11:00 состоялась торжественная церемония открытия площади со стелой «Город Воинской Славы», приуроченная к 70-летней годовщине окончания Второй мировой войны. На церемонии присутствовали: мэр города Хабаровска Соколов Александр Николаевич, губернатор Хабаровского края Шпорт Вячеслав Иванович, командующий войсками Восточного Военного Округа генерал-полковник Суровикин Сергей Владимирович, митрополит Хабаровский и Приамурский Игнатий, ветераны Второй мировой войны, а также школьники, кадеты 1-й кадетской школы имени Ушакова, и другие.

## Описание и изображения
Архитектурно-скульптурное решение памятной стелы «Город воинской славы» утверждено Российским организационным комитетом «Победа» по результатам открытого всероссийского конкурса, в котором в 2008 году победил проект авторского коллектива в составе: Заслуженный архитектор России, действительный член Международной академии архитектуры И. Н. Воскресенский, архитекторы Г. А. Ишкильдина, В. В. Перфильев, Заслуженный художник России, член-корреспондент Российской академии художеств, скульптор С. А. Щербаков.
В центре квадратного в плане постамента установлена колонна высотой около 10 метров, увенчанная двуглавым орлом — гербом Российской Федерации. На колонне укреплён бронзовый картуш с текстом Указа Президента Российской Федерации, на тыльной стороне — картуш с гербом Хабаровска. На боковых сторонах ниже картушей укреплено четыре бронзовых барельефа. На момент установки стела в Хабаровске считалась самой высокой среди подобных в стране. 
По углам постамента установлено четыре пилона, на каждом из них укреплено по два бронзовых барельефа. Изображения на барельефах иллюстрируют ратный подвиг и трудовой героизм хабаровчан в разные годы истории города. На барельефах также изображены известные памятники Хабаровска.
В 71-ю годовщину со дня окончания Второй мировой войны (сентябрь 2016 года) в цокольном помещении под памятником открыт Центр патриотического воспитания общей площадью  473,3 кв. м. В нём размещаются карта России с отмеченными городами воинской славы, витрины с гильзами с землёй городов, входящих в Союз городов воинской славы, электронная библиотека, а также многочисленные исторические фото-, видео- и аудиоматериалы о городах воинской славы.

Вид из парка Славы на стелу и Успенский собор.
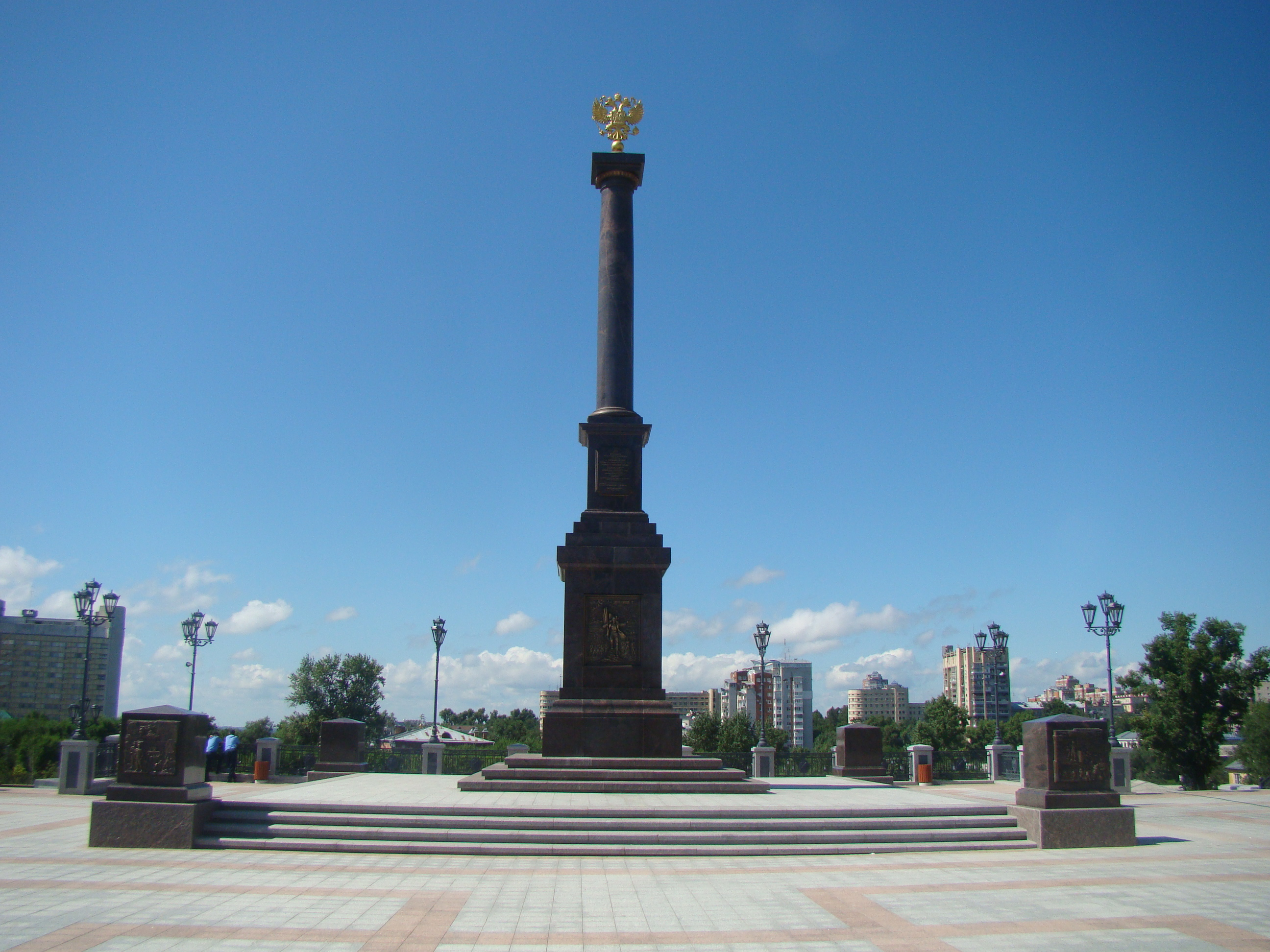
Общий вид.
Картуш с текстом Указа Президента Российской Федерации.
Картуш с гербом Хабаровска.
Присоединение Приамурья к России. Памятник графу Муравьёву-Амурскому в Хабаровске.
Гражданская война и японская интервенция. Памятник комсомольцам, погибшим 19 декабря 1921 года при обороне Хабаровска.
Великая Отечественная война.
Восточный военный округ.

Первые русские землепроходцы на Амуре. Памятник Ерофею Хабарову на Вокзальной площади.
Солдаты 13-го линейного Сибирского батальона под командованием капитана Дьяченко основали пост Хабаровка. Строительство города и мост через Амур, Успенский собор и торговый дом «Кунст и Альберс».
Охрана дальневосточных рубежей СССР. Конфликт на КВЖД.
Хасан и Халкин-Гол.
Тыл — фронту. Хабаровские заводы выпускают оборонную продукцию.
Советско-японская война.
Пограничный конфликт на острове Даманский. Корабли Амурской военной флотилии.
Дальневосточный военный округ.